# Natacha Atlas
Natacha Atlas (Schaerbeek, 20 marzo 1964) è una cantante belga, conosciuta per la sua fusione della musica araba con la musica etno-elettronica.

## Biografia
Di padre egiziano e madre britannica, Natacha Atlas è cresciuta con quest'ultima (pare che non abbia mai conosciuto il padre) nel quartiere arabo di Bruxelles, sua città natale.
Da giovane ha vissuto a Northampton (GB). Per vivere faceva la danza del ventre e cantava nei nightclub marocchini e tunisini. Poi incontra i Transglobal Underground, di cui fa parte per qualche anno. Dal 1995 ha intrapreso la carriera solista, approfondendo il suo lavoro sulle radici islamiche.
Nel 2001 presterà la sua voce in un brano di Franco Battiato, "Personalità empirica", e parteciperà ad alcuni dei suoi concerti.
Nel 2003 Atlas ha cantato il Kolo nella canzone nello stile danza popolare "Ajde Jano" contenuta nell'album di Nigel Kennedy con i Kroke, "East Meets East".

## Discografia
- Diaspora (1995)
- Halim (1997)
- Gedida (1998)
- Ayeshteni (2001)
- Foretold in the Language of Dreams (2002)
- Something Dangerous (2003)
- The Best of Natacha Atlas (2005)
- Mish Maoul (2006)
- Ana Hina (2008)
- Mounqualiba (2010)